# Courtney Cummz

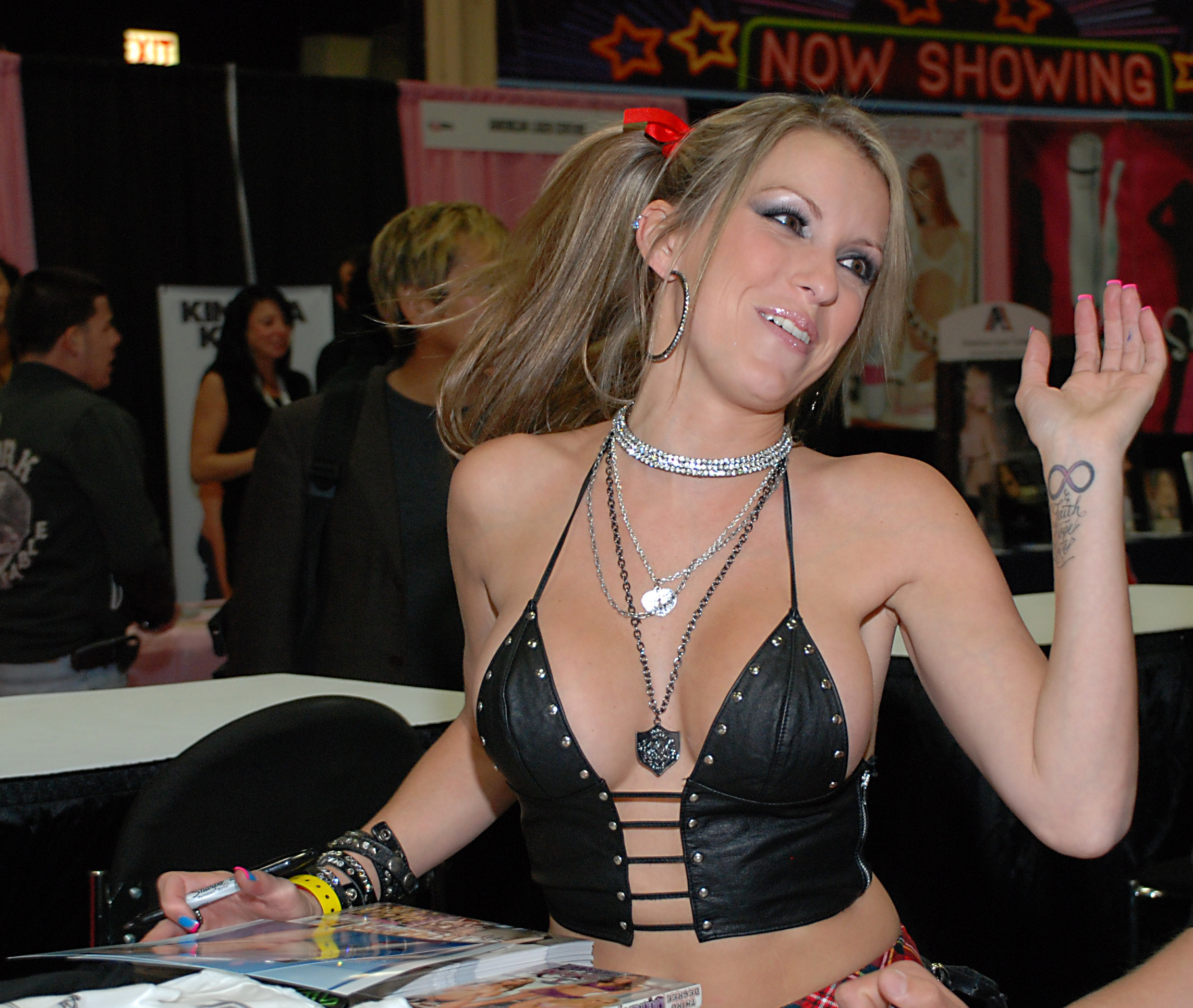
Courtney Cummz (November 2010)

Courtney Cummz (bürgerlich Christine Carpenter, * 4. Dezember 1981 in Shepherdstown, West Virginia) ist eine US-amerikanische Pornodarstellerin und -regisseurin.

## Leben
Ihr erster Job war als Kellnerin in einem Applebee’s-Franchise-Geschäft in West Virginia. Später, als College-Studentin, arbeitete sie in Florida in einem Nudisten-Bad „oben ohne“ als Cocktail-Kellnerin. Auf dem College studierte sie Modedesign und Marketing und brauchte für ihren Abschluss nur noch ein Praktikum.
Im Oktober 2005 unterschrieb sie einen Vertrag bei der Produktionsgesellschaft Zero Tolerance und wurde deren erstes Contract Girl. Cummz begann im Jahr 2006 auch Regie zu führen, ihr erster Film als Regisseurin war Face Invaders (mit Eva Angelina). Cummz war zu Gast in Howard Sterns letzter Radio-Show, bevor dieser zu Sirius wechselte. In dieser Show wurde einer seiner Fans ausgewählt, um mit Cummz Sex zu haben. Sie moderierte eine Show auf dem ehemaligen Sender KSEXradio.com namens „Courtney Cummz & The Hottest Girls of Porn“ im Jahr 2007. Im Jahr 2008 wurde Courtney als „Performer of the Year“ von AVN.com und XBIZ.com nominiert.

## Filmografie (Auswahl)

### Darstellerin
- 2005: Bakers Dozen 6
- 2005: Service Animals 19
- 2005–2016: Tug Jobs 5, 27, 44
- 2005: Strap Attack 2
- 2005: Blow Me Sandwich 8
- 2006: Interactive Sex with Courtney Cummz
- 2006: Whack Jobs
- 2006: Pussy Cats
- 2006: Girlvana 2
- 2008: Courtney’s Chain Gang
- 2008: Illicit Behavior
- 2008: Roller Dollz
- 2009: Girlvana 5
- 2009: Oil Overload 3
- 2010: Fucked on Sight 8
- 2010: Glory Hole Confessions 4
- 2010: Slave To Love
- 2010: Suck It Dry 8
- 2010: Official Friday the 13th Parody
- 2010–2012: Big Tits in Sports 4, 10
- 2011: Big Tits at School 12
- 2012: Brazzers Live 30: Milftalk
- 2012: Baby Got Boobs 9
- 2012: Cum In Her Pussy
- 2012: My Naughty Massage
- 2012: She Just Loves Cock
- 2013: Anal Appetite 1
- 2013: Big Butts Like It Big 12
- 2013: Blowjob Winner 16
- 2013: Cheer Squad Sleepovers 5
- 2013: Courtney Cummz: Nothing But Pussy
- 2013: Fuck a Fan 19
- 2013: Tonight's Girlfriend 21
- 2014: Fuck Me Silly 1
- 2014: Handjob Winner 18
- 2015: Big Mouthfuls 33
- 2015: Busted Babysitters 2
- 2015: Fine I'll Fuck Your Son
- 2015: Mr. Anal 17
- 2016: All About the Milfs
- 2016: Moms in Control 4
- 2016: Naughty Office 44
- 2016: Solo Satisfaction
- 2018: Cougar Sightings 3
- 2018: White Kong Dong 33
- 2020: American Daydreams
- 2020: MILF Sugar Babes
- 2021: 2 Chicks Same Time

### Regie
- 2006: Face Invaders
- 2007: Courtney’s Pussycats
- 2007: Whack Jobs
- 2007: Face Invaders 2
- 2007: Courtney's Pussycats 2
- 2007: Whack Jobs 2
- 2009: Cumstains 10
- 2009: Pussy Cats 4
- 2009: Whack Jobs 5
- 2010: Courtney's Fantasies
- 2013: Courtney Cummz: Goo Gobblers
- 2013: Courtney Cummz: Nothing But Pussy

## Auszeichnungen

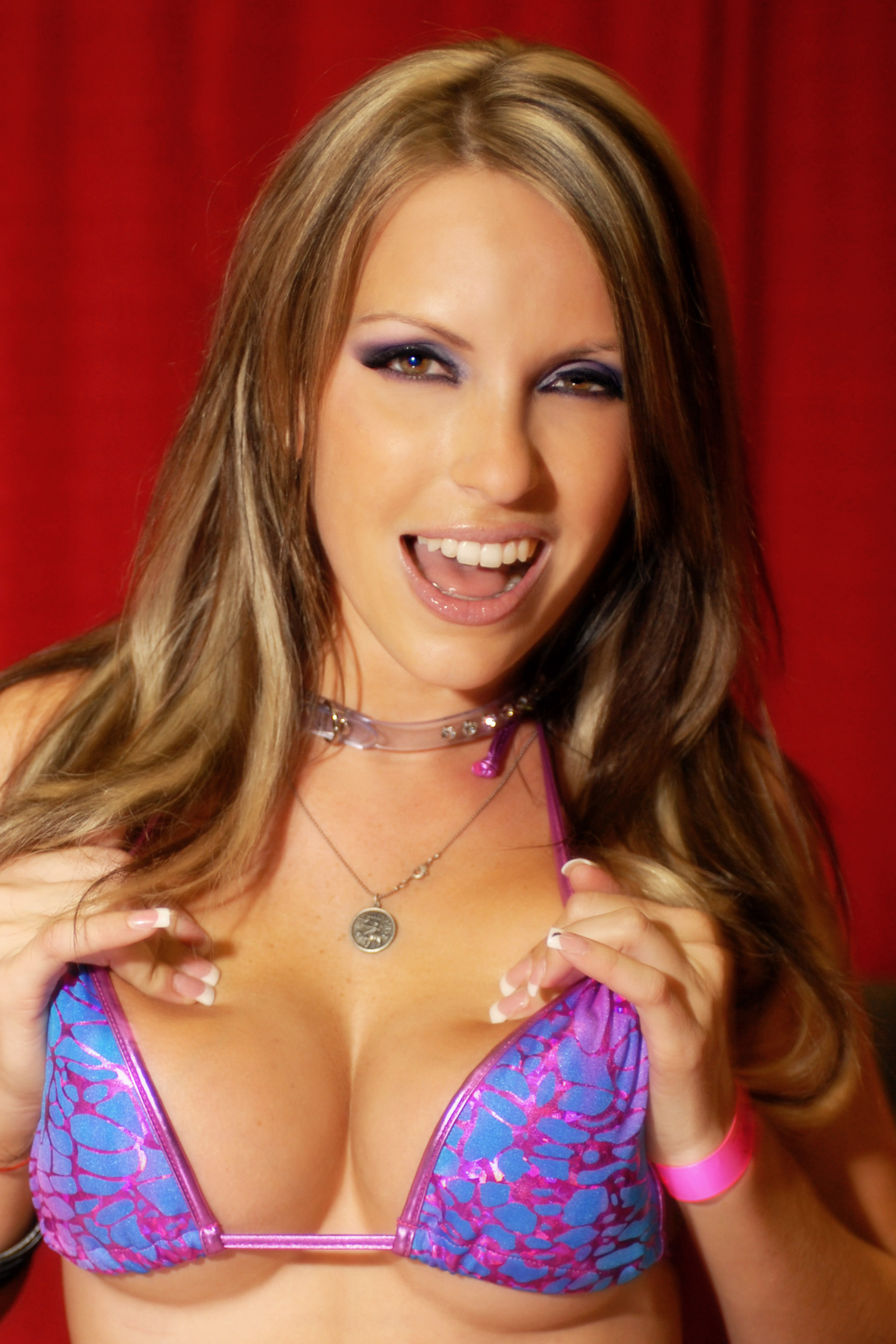
Courtney Cummz (2009)

- 2006: Golden Gape Award – Female Performer Of the Year[5]
- 2006: Adam Film World Guide Award – Female Performer of the Year[6]
- 2006: Temptation Award – Best Female Performer[7]
- 2006: The Hottest Girl in Porn (Online-Wahl)[8]
- 2007: F.A.M.E. Award – Favorite Anal Starlet[9]
- 2007: Adam Film World Guide Award – Best Interactive-Sex Movie in Interactive Sex With Courtney Cummz[10]
- 2007: Adultcon Award – Best Actress for Self-Pleasure Performance in All Alone Single Girl Masturbation[11]
- 2007: Adultcon Top 20 Adult Actresses[12]